# Regina Maria Pia (pirofregata corazzata)
La Regina Maria Pia è stata una pirofregata corazzata della Regia Marina.

## Caratteristiche e costruzione
Progettata e costruita nei cantieri francesi di La Seyne-sur-Mer dietro ordinazione della Regia Marina, la nave, impostata nel 1862, venne varata nel 1863 e completata un anno dopo. Capoclasse di una classe di quattro unità, la Regina Maria Pia era una pirofregata a corazza completa (che si estendeva due metri al disopra della linea di galleggiamento, sino al ponte di coperta, ed un metro e mezzo al disotto di essa) e ridotto centrale, munita, oltre che di un poderoso armamento di 26 cannoni da 164 e 200 mm, di un massiccio sperone di tre metri di lunghezza. Alla prova dei fatti le navi della classe Maria Pia si rivelarono delle buone unità, le uniche, nella Regia Marina, in grado di misurarsi con le corazzate austroungariche.

## Storia operativa
Nel 1866, con lo scoppio della terza guerra d'indipendenza, la Regina Maria Pia, al comando del capitano di vascello Evaristo del Carretto, venne assegnata alla I Squadra Navale dell'Armata d'Operazioni, destinata all'Adriatico. Nel mattino del 21 giugno 1866 la corazzata, insieme al resto della squadra, salpò da Taranto alla volta di Ancona, dove giunse quattro giorni più tardi, nel pomeriggio del 25 giugno. Nel porto marchigiano le navi fecero rifornimento di carbone, poi, all'alba del 26 giugno, l'avviso a ruote Esploratore avvistò una formazione navale austro-ungarica (6 navi corazzate, 4 cannoniere ad elica e due avvisi a ruote) e l'ammiraglio Carlo Pellion di Persano, comandante dell'armata navale, decise di uscire con tutte le navi in grado di partire: le uniche a poter immediatamente salpare furono la Regina Maria Pia e le gemelle San Martino e Castelfidardo, che presero il mare insieme all’Esploratore, su cui si era imbarcato lo stesso Persano. A questa formazione si aggiunsero poi alla spicciolata anche le pirocannoniere corazzate Palestro e Varese, le pirofregate corazzate Principe di Carignano ed Ancona, quest'ultima gemella della Maria Pia, e le pirocorvette corazzate Formidabile e Terribile. Verso le 6.30 le due formazioni giunsero in vista: la Regina Maria Pia, che aveva a tiro l'avviso a ruote austroungarico Kaiserin Elizabeth (inviato dal comandante austroungarico, il viceammiraglio Wilhelm von Tegetthoff, in avanscoperta), non aprì il fuoco dietro ordine di Persano, che riteneva che la nave potesse ritrovarsi a doversi scontrare da sola con l'intera flotta austroungarica. A quel punto, comunque, l'ammiraglio Tegetthoff decise di non dare battaglia e si ritirò, e Persano, viste le precarie condizioni delle nove corazzate che aveva potuto far salpare, non lo inseguì. Durante la permanenza ad Ancona la Regina Maria Pia completò il proprio armamento imbarcando sedici cannoni da 160 mm prelevati dalle navi in legno della II Squadra.
Dall'8 al 12 luglio la flotta italiana fu in crociera di guerra nell'Adriatico, senza tuttavia incontrare forze navali nemiche.
Nel primo pomeriggio del 16 luglio l'armata salpò da Ancona diretta a Lissa, dove di progettava di sbarcare. La Regina Maria Pia prese il mare in formazione con la pirocorvetta corazzata Terribile, la pirofregata corazzata Re di Portogallo (ammiraglia di Divisione) e la cannoniera corazzata Varese: questo gruppo bombardò i forti situati sulle colline a ponente di Porto San Giorgio sull'isola di Lissa, ove si progettava di sbarcare, mentre l'altra formazione in cui era stata suddivisa la I Squadra aveva il compito di bombardare dal lato opposto le fortificazioni di Porto San Giorgio. Il bombardamento, iniziato alle 11.30 del 18 luglio e protrattosi, con anche il concorso della III Squadra, sino al tramonto, ottenne discreti risultati, mettendo fuori uso forte San Giorgio e le batterie Schmidt e torre Bentick. Furono proprio i cannoni della Regina Maria Pia, alle quattro del pomeriggio, a colpire il deposito munizioni di forte San Giorgio, provocandone l'esplosione, che investì e danneggiò anche le fortificazioni circostanti. Dopo la messa fuori uso di forte San Giorgio la Regina Maria Pia, insieme alla San Martino, ricevette l'ordine di entrare nel porto per intensificare l'azione, ma non poté eseguire l'ordine a causa del fuoco d'infilata da parte delle batterie della Madonna e Wellington, che le impedirono di manovrare in acque ristrette. Il 19 luglio, invece, la I Squadra si mantenne al largo come forza di copertura, mentre la II e III Squadra proseguivano i bombardamenti contro Porto San Giorgio. 
Alle 7.50 del mattino del 20 luglio, mentre si facevano i preparativi per lo sbarco sull'isola (in quel momento la Regina Maria Pia si trovava con la I Squadra tra Porto Carober e Porto San Giorgio, con funzioni di protezione a distanza nei confronti della II e III Squadra, impegnate nel bombardamento dei forti di Lissa), sopraggiunse la squadra navale austroungarica agli ordini del viceammiraglio Wilhelm von Tegetthoff: ebbe così inizio la battaglia di Lissa, conclusasi con una drammatica sconfitta della flotta italiana. Inquadrata nella III Divisione della I Squadra – che comprendeva anche la Re di Portogallo (nave di bandiera del comandante la Divisione capitano di vascello Augusto Riboty), la Varese, la Terribile e la gemella di quest'ultima, la Formidabile, ma che in quel momento era ridotta alle sole Re di Portogallo e Regina Maria Pia, cui poi si aggiunse faticosamente, a battaglia in corso, la Varese, che si accodò alla Maria Pia circa venti minuti dopo l'inizio dello scontro – la Regina Maria Pia si posizionò dietro la Re di Portogallo. Questa formazione, l'ultima delle tre formate (le altre due erano la III Squadra, in testa, e la II Divisione della I Squadra, al centro) dalla flotta delle corazzate italiane – che si era disposta in linea di fila e dirigeva verso nord/nordest, contro la flotta austro-ungarica – procedeva ad 8 nodi, il massimo che si potesse raggiungere, causa la avarie di macchina che affliggevano la Re di Portogallo. Mentre la III Squadra virava verso sinistra, la II Divisione, con sole quattro unità (Re d'Italia, San Martino, Palestro, Affondatore), venne a contatto con la formazione di testa della flotta austro-ungarica, che contava sette corazzate. Poco più tardi anche il gruppo di Riboty entrò nel vivo del combattimento: la Regina Maria Pia dopo aver danneggiato, col tiro delle sue artiglierie, il pirovascello austroungarico Kaiser (i cui danni maggiori furono comunque provocati dalle cannonate dell’Affondatore e della Re di Portogallo e dallo speronamento da parte di quest'ultima), si unì, insieme alla Re di Portogallo, alla pirofregata corazzata San Martino, unica unità rinasta della II Divisione, ma le tre navi vennero poi assalite da un preponderante numero di navi austroungariche. La Regina Maria Pia si ritrovò circondata da tre pirocorvette corazzate nemiche, la Salamander, la Priz Eugen e la Don Juan de Austria: per liberarsi dall'accerchiamento, il comandante Del Carretto simulò un tentativo di speronamento nei confronti della Prinz Eugen, che dovette contromanovrare, dopo di che si infilò con la Maria Pia nel varco così apertosi, riuscendo ad allontanarsi. Mentre la Regina Maria Pia e la Prinz Eugen defilavano controbordo, bersagliandosi reciprocamente con il tiro di cannoni e moschetti il comandante Del Carretto ed il comandante della Prinz Eugen, capitano di vascello Alfred Barry, si salutarono con reciproca levata di cappello. La nave italiana eseguì quindi un'ampia manovra per tentare di attaccare e speronare le due corazzate austroungariche Prinz Eugen e Salamander, che stavano attaccando le pirofregate italiane Principe Umberto e Governolo, uniche unità della II Squadra (navi in legno) che avevano cercato di partecipare al combattimento: la Maria Pia non riuscì a speronare le navi nemiche (ma le dissuase dall'attaccare le due unità italiane), poi aprì il fuoco di fucileria contro di esse ed infine diresse per aggregarsi alla III Squadra, finendo però con l'essere accidentalmente speronata dalla San Martino. Successivamente la Regina Maria Pia (che nella collisione aveva riportato solo danni leggeri) si unì, con le altre corazzate superstiti (eccetto l’Affondatore), alla III Squadra, il cui comandante, contrammiraglio Vacca, aveva assunto temporaneamente il comando e dirigeva a bassa velocità verso la flotta nemica. Ad un certo punto, tuttavia, la Principe di Carignano, nave ammiraglia di Vacca, invertì la rotta ed iniziò ad allontanarsi dal campo di battaglia, imitata da tutte le altre. Sopraggiunse quindi l’Affondatore, con a bordo l'ammiraglio Persano, che diresse verso la flotta austroungarica ed ordinò di attaccare, sottolineando che «ogni bastimento che non combatte non è al suo posto»: tuttavia solo la Re di Portogallo eseguì tale ordine, rientrando però nei ranghi quando il comandante Riboty, vedendo che era l'unico ad eseguire tale manovra, ritenne di essere in errore. La flotta italiana rimase ad incrociare sul posto sino a sera, quando Persano ordinò infine di rientrare ad Ancona: la battaglia era finita. La Regina Maria Pia, tra le navi italiane più impegnate nella battaglia, fu anche tra quelle che riportarono gravi danni. 

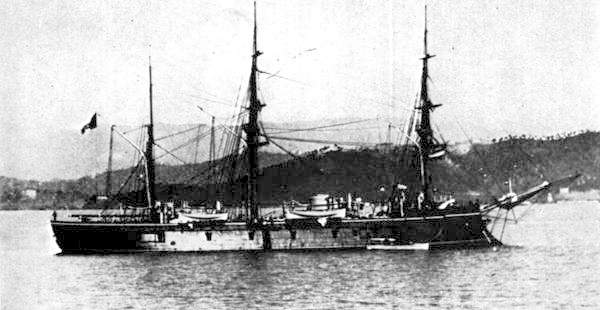
La Regina Maria Pia fotografata alla Spezia nel 1875

Successivamente a Lissa la Regina Maria Pia venne riparata e rimessa in efficienza, ma non partecipò più ad operazioni di rilievo. Operò sia lungo le coste italiane che nelle colonie. Fece parte della flotta internazionale che si radunò nel porto di Salonicco durante un incidente diplomatico nel maggio 1876 in risposta all'assassinio dei consoli francese e tedesco in città. Subì più volte grandi lavori di modifica: i primi vennero effettuati a La Spezia, tra il 1874 e l'aprile 1875, e comportarono modifiche all'alberatura, che da due alberi a vele auriche ed uno a vele quadre (nave goletta) divenne composta da due alberi a vele quadre ed uno a vele auriche (brigantino a palo), con modifiche anche a bompresso e fumaiolo (che divenne retrattile). Altri lavori vennero eseguiti, sempre nell'Arsenale di La Spezia, tra il dicembre 1876 e l'agosto 1879 (ulteriori grandi modifiche a castello di prua ed alberatura) e dal 1º dicembre 1881 all'agosto 1883. Più radicale l'ultima fase di lavori, eseguita, sempre nell'arsenale spezzino, dal gennaio del 1892 (per altre fonti 1889) e conclusi nel 1895: l'alberatura velica venne eliminata e rimpiazzata con due alberi di tipo militare, provvisti di coffe da combattimento. Nel corso delle varie fasi di lavori subì inoltre diverse modifiche anche l'armamento, l'ultima delle quali, con una radicale sostituzione, nei lavori del 1892-1895.
Radiata nel 1904, la vecchia Regina Maria Pia venne ancora usata a Taranto per qualche tempo come batteria galleggiante e piattaforma di lancio siluri, prima di essere avviata alla demolizione.